# Erik Dahlbergh
Erik Dahlbergh (Estocolmo, 10 de octubre de 1625 - ibidem, 16 de enero de 1703), llamado Erik Jönsson hasta su nombramiento como caballero en 1660, fue un ingeniero, soldado y mariscal de campo sueco, llamado "el Vauban de Suecia".

## Vida
Erik Dahlbergh nació en una humilde familia de origen campesino en Estocolmo, la capital de Suecia, pero llegó al nivel de la nobleza titulada debido a sus capacidades militares y su servicio al Estado sueco. Huérfano a temprana edad, los estudios de Erik le calificaron como escribano y en 1641 accedió a un empleo con Gert Rehnskiöld, el contador de Pomerania Sueca y Mecklemburgo. Durante seis años estudió los fundamentos del dibujo y se destacó por su habilidad en este arte. Estudió también intensamente matemáticas, arquitectura, la perspectiva y la cartografía.
En 1650 el mando militar envió Dahlbergh a Fráncfort del Meno para recuperar la indemnización de guerra asignada a Suecia como consecuencia de la conclusión de la Guerra de los Treinta Años y el Tratado de Westfalia. Dalhbergh se puso en contacto con la editorial de Merian y suministró mapas topográficos. En 1635 Mattäus Merian el Viejo había iniciado el Europaeum Theatrum, una serie de crónicas contemporáneas que se publicaron hasta 1732. Ambas obras, el Europaeum Theatrum y la serie de grabados topográficos, se continuaron tras la muerte de Mattäus Merian, en 1650, por sus hijos y entenados.
En su carrera militar, Dahlbergh prestó servicio durante las guerras contra Polonia y Dinamarca. Como ayudante general y asesor de ingeniería de Carlos X Gustavo de Suecia, tuvo una gran participación en la guerra Sueco-Danesa (1657-1658), en particular durante el pasaje sobre el hielo del Pequeño Belt y el Gran Belt en 1658 y los asedios de Copenhague y Kronborg en 1659. A pesar de su servicio distinguido, permaneció teniente coronel durante muchos años. Su patriotismo, sin embargo, demostró ser superior a las ofertas tentadoras. Carlos II de Inglaterra trató de inducirle a entrar en servicio inglés; en esa época de soldados profesionales, tal oferta era totalmente aceptable.
Su talento fue reconocido finalmente, y en 1676 fue nombrado director general de fortificaciones de la Corona sueca. Como director, tuvo una distinguida carrera que se prolongó veinticinco años. Participó en la Guerra Escanesa y en la Gran Guerra del Norte, donde jugó un papel decisivo en la batalla de Dunamünde y en la defensa durante los asedios de Riga. Sus labores en la reparación de las fortalezas de su país le ganaron el título de "Vauban de Suecia", y también fue el fundador de la fuerza de ingenieros suecos. Se retiró con rango de mariscal de campo en 1702 y murió el año siguiente en la ciudad de Estocolmo.
En tiempos modernos, Erik Dahlbergh es más conocido por su compilación de la colección de dibujos titulada "Suecia Antiqua et Hodierna", o Suecia antigua y moderna, publicada entre 1660 y 1716, y por su asistencia a Samuel Pufendorf en su obra "Histoire de Charles X Gustave" (ed. Lundblad, Estocolmo, 1823). La influencia alemana se revela en su obra; adopta el tema teutón de glorificación de los líderes, ciudades y pueblos de Suecia.

## Títulos
- Gobernador de la provincia de Jönköping (1687-1693)
- Gobernador General de Bremen-Verden (1693)
- Mariscal de Campo (1693)
- Gobernador General de la Livonia Sueca (1696-1702)